# Edendale (Südafrika)
Edendale ist ein Ort in der südafrikanischen Provinz KwaZulu-Natal in unmittelbarer Nähe zu Pietermaritzburg. Er gehört zur Gemeinde Msunduzi im Distrikt uMgungundlovu. Edendale befindet sich auf einer Höhe von 922 Metern über dem Meeresspiegel. 2011 hatte Edendale 140.891 Einwohner.
Bis 1850 hieß die Siedlung Werverdien Farm. Sie gehörte Andries Pretorius, einem der Führer des Großen Trecks. Um 1845 kaufte die Methodistische Kirche die Ansiedlung auf.

## Klima
Die durchschnittliche jährliche Niederschlagsmenge in Edendale beträgt 824 Millimeter. Der meiste Niederschlag fällt im Sommer (Oktober bis März). Die geringste Niederschlagsmenge gibt es mit 6 Millimetern im Juli. Der meiste Niederschlag fällt im Januar (132 Millimeter). Die durchschnittliche Höchsttemperatur in Edendale variiert von 18,5 °C im Juni bis zu 25 °C im Februar. Der kälteste Monat ist der Juli. Hier liegen die durchschnittlichen Tiefsttemperaturen nachts bei 4,2 °C.